# Nozomi Haneda
Nozomi Haneda (羽田希, Haneda Nozomi), née le 31 juillet 1988 à Tokyo, est une idole féminine et une actrice pornographique. Elle débute en novembre 2008.